# RoboCop (film 1987)
RoboCop (anche noto col sottotitolo Il futuro della legge) è un film del 1987 diretto da Paul Verhoeven, con protagonista Peter Weller.
Ambientato in una Detroit dominata dal crimine, in un futuro prossimo immaginario, il film è incentrato sull'agente di polizia Alex Murphy (Weller) che viene assassinato da una banda di criminali e successivamente rianimato dalla megacorporazione OCP (Omni Consumer Products) come il cyborg tutore della legge RoboCop. Ignaro della sua vita precedente, RoboCop esegue una brutale campagna contro il crimine mentre fa i conti con i frammenti persistenti della sua umanità. Nella sceneggiatura sono presenti note satiriche e un feroce cinismo. Il film è stato prodotto dalla Orion Pictures. Trovare un regista si è rivelato difficile; Verhoeven respinse la sceneggiatura due volte perché non ne capiva il contenuto satirico, fino a quando non ne fu convinto dalla moglie.
Nonostante le difficoltà previste nel marketing del film, in particolare a causa del titolo, il film ha avuto un buon rendimento sulla base delle reazioni della critica prima dell'uscita e del passaparola positivo. RoboCop è stato un successo finanziario al momento della sua uscita nel luglio 1987, guadagnando 53,4 milioni di dollari. Le recensioni lo hanno elogiato come un film d'azione intelligente con messaggi filosofici e satirici profondi, ma sono state più conflittuali per l'estrema violenza. Il film è stato candidato per diversi premi e ha vinto un premio Oscar oltre a numerosi Saturn Awards.

## Trama
In una Detroit distopica in preda alla delinquenza, la potentissima multinazionale OCP (Omni Consumer Product) stipula un contratto con l'amministrazione comunale per dirigere il dipartimento di polizia. L'ambizione della OCP è quella di demolire la "Vecchia Detroit" per edificare Delta City, una innovativa megalopoli utopistica. Tuttavia, per poter dare il via al progetto è necessario eliminare il crimine della vecchia Detroit, ragion per cui il capo della divisione sicurezza della OCP Richard "Dick" Jones progetta il potente robot di pattuglia ED-209. Durante una prova al consiglio di amministrazione, però, il droide ha un malfunzionamento e uccide brutalmente il giovane consigliere Kinney. Il presidente della OCP richiede una soluzione al problema e allora interviene Bob Morton, che propone di mettere in atto il suo progetto per un cyborg di pattuglia: "RoboCop".
Proprio in questo periodo Alex Murphy, un onesto e coraggioso poliziotto, viene distaccato dal Metro South di Detroit, e inizia a lavorare con Anne Lewis, una collega dai modi risoluti. Al loro primo giorno di lavoro, la coppia di poliziotti si scontra con la banda criminale del pluriomicida Clarence Boddicker, uno dei più potenti malviventi della vecchia Detroit. Murphy e Lewis inseguono i criminali e durante il faticoso inseguimento quest'ultimi cercano di fermarli. Arrivati al loro covo, dopo essersi separati per scovarli, Lewis viene messa fuori combattimento da Joe, uno dei criminali, mentre Murphy, dopo esser riuscito ad uccidere Dougy, un altro degli scagnozzi di Clarence, viene circondato da Boddicker e il resto della sua banda che lo uccidono, mutilandolo a colpi di fucile. Lewis si riprende e, dopo aver assistito alla scena, chiama l'ambulanza, ma nonostante gli interventi dei medici, Murphy perde la vita. Allora l'OCP decide di sequestrare il corpo per assemblare il primo RoboCop.
Le parti mutilate di Murphy, ovvero la maggior parte del corpo, vengono sostituite da protesi meccaniche rivestite da una corazza di titanio e kevlar. Il suo cervello viene integrato con un sistema informatico, in cui è inserita la programmazione di base e 3 direttive inviolabili («Ordine pubblico totale», «Proteggere gli innocenti», «Rispetto della legge»), a cui attenersi mentre è in servizio. RoboCop coglie tutti i movimenti, è capace di zoomare e di mirare con precisione millimetrica, nonché di taggare bersagli multipli; la sua memoria riorganizzata come un computer registra in modo indelebile audio e video, utilizzabili come prove legali; il casco contiene un visore termografico capace di vedere anche attraverso le pareti. La mano destra ospita uno spinotto che si connette ai computer usati in città. L'arma di servizio è una pistola automatica con proiettili speciali ospitata in uno spazio ricavato nella gamba destra.
RoboCop compie da solo le sue prime azioni contro i criminali della città e queste si rivelano risolutive. In poche settimane, la popolazione di Detroit lo vede come un eroe, mentre Bob Morton viene promosso vicepresidente della OCP; ciò manda su tutte le furie Dick Jones. Ma all'insaputa degli ingegneri della OCP, i ricordi sulla vita di Alex Murphy e della propria famiglia, che lo crede deceduto, sono rimasti intatti nel suo cervello. Lewis è l'unica del dipartimento di Polizia che si rende conto che RoboCop è in realtà Alex Murphy, riconoscendo il gesto di rotazione della pistola che lui le aveva mostrato e col quale era solito compiacere suo figlio.
Un giorno, durante un regolare check-up, RoboCop rivive in sonno la morte di Murphy e fugge mentre i tecnici tentano di richiamarlo; Lewis lo incrocia e lo chiama per nome, ma il cyborg non la riconosce. Durante la pattuglia RoboCop sventa una rapina ad un distributore di benzina, compiuta da uno dei suoi assassini, il guidatore Emil, il quale lo riconosce dalla frase: «Vivo o morto tu verrai con me». Arrestato Emil, RoboCop cerca informazioni su di lui e scopre di Alex Murphy; recatosi all'indirizzo dove la famiglia Murphy viveva, trova la casa vuota ma i ricordi riaffiorano; furibondo, decide di vendicarsi andando a caccia della banda di Boddicker. Questi nel frattempo si reca alla casa di Bob Morton e lo uccide per conto di Dick Jones, facendolo saltare in aria nella sua abitazione con una granata dopo averlo gambizzato. Boddicker si reca poi ad una fabbrica di cocaina per negoziare con il boss criminale che la gestisce, quando improvvisamente RoboCop assale la struttura da solo e riesce ad uccidere molti dei criminali presenti, catturando Boddicker il quale per sottrarsi alla furia di RoboCop gli rivela di essere al soldo di Dick Jones. RoboCop gli risparmia la vita e lo consegna alla polizia.
Una volta arrivato di fronte a Dick Jones, al tentativo di arrestarlo il sistema informatico di RoboCop gli genera una forte crisi che provoca dolore e inibisce i movimenti, in quanto l'arresto di Jones viola un'ulteriore direttiva primaria nascosta nella sua programmazione, la n° 4. L'uomo, credendosi ormai al sicuro, gli confessa di aver organizzato l'omicidio di Morton e aizza un ED-209 contro l'impotente poliziotto robotico. Il poliziotto sembra soccombere alle mitragliatrici e ai razzi del nemico ma riesce a distruggergli il braccio sinistro. RoboCop riesce a sfuggirgli scendendo per le scale di emergenza, perché ED-209 si ribalta essendo incapace di usarle, ma viene sorpreso da un'élite della SWAT e resta danneggiato dai colpi; viene però soccorso da Lewis che lo porta via. RoboCop e Lewis sfuggono dagli agenti recandosi alla vecchia Detroit, proprio nell'acciaieria abbandonata dove Murphy era stato ucciso, e qui egli apprende completamente la sua vera identità: la collega, infatti, gli racconta che, dopo il funerale, sua moglie e suo figlio si sono trasferiti. Il giorno seguente Clarence Boddicker viene fatto scarcerare da Dick Jones e questi procura al criminale dei cannoni d'assalto Cobra e un dispositivo radar per localizzare RoboCop ed eliminarlo.
Clarence e la sua banda raggiungono così l'acciaieria e ingaggiano un violento scontro finale contro RoboCop e Lewis, nel quale alcuni criminali muoiono nelle circostanze più brutali: Joe viene crivellato di colpi da Murphy, Emil viene sommerso da dei rifiuti tossici che lo deformano per poi essere investito e fatto a pezzi per sbaglio da Boddicker. L'uomo, infatti, sta scappando a bordo di un'auto ma Lewis lo insegue, standogli sempre vicino. A un certo punto, Boddicker finisce fuori strada in una pozza fangosa e Lewis, credendolo morto, abbassa la guardia e viene colpita da una scarica di proiettili sparata dal criminale ma prima che questo le infligga il colpo di grazia, Murphy li raggiunge ma viene messo fuori gioco da Leon, l'ultimo degli scagnozzi di Clarence, con una gru; nel frattempo però Lewis si riprende e fa saltare in aria il criminale con uno dei loro cannoni mentre Murphy viene attaccato da Boddicker con una spranga e infilzato in pieno petto: ma il cyborg riesce comunque a ucciderlo, infilzandolo alla gola con lo spinotto della mano destra. Dopo aver eliminato la banda di criminali, Murphy si reca al palazzo della OCP, dove Alex si prende una rivincita demolendo, con uno dei cannoni d'assalto, l'ED-209 che faceva la guardia al palazzo. RoboCop irrompe durante una riunione dei dirigenti e mostra a loro la registrazione di quando Dick Jones lo aveva attaccato rivelando di essere dietro l'uccisione di Bob Morton.
Dick prende in ostaggio il presidente dell'OCP, sapendo che RoboCop non può agire contro di lui, condizionato dalla Direttiva 4. Il presidente ha un'idea e dice: "Dick, sei licenziato!" (in lingua originale "Dick, you're fired!", asserisce proprio al doppio senso della frase) facendo sì che non sia più protetto dalla Direttiva 4, permettendo a RoboCop di sparargli, facendolo precipitare dalla vetrata del palazzo. Quando il presidente dell'OCP, complimentandosi per la mira di RoboCop, chiede il suo nome, egli, accennando un sorriso, risponde: "Murphy!", per poi allontanarsi.

## Personaggi
- Agente Alex Murphy/RoboCop, è il protagonista del film interpretato da Peter Weller, avversario diretto di Clarence Boddicker. È un onesto e coraggioso agente di polizia della Metro South di Detroit, che trasferito alla Metro West, inizia a lavorare in coppia con Lewis, una collega dai metodi piuttosto risoluti. Mentre fanno irruzione in un'acciaieria abbandonata, covo di Boddicker, evitando di sprecare tempo ad aspettare i rinforzi, Murphy viene colto di sorpresa e barbaramente mutilato e ucciso a fucilate dalla banda di criminali. Dichiarato morto, il suo corpo finisce nei laboratori sotto il controllo di Robert Morton, e con un complicatissimo intervento le parti inutilizzabili del corpo vengono sostituite da protesi di titanio e kevlar, e gli viene impiantata un'armatura d'acciaio antiproiettile con un casco protettivo: nasce così RoboCop, il cyborg futuro della legge.
- Agente Anne Lewis, interpretata da Nancy Allen, è la coprotagonista del film. Poliziotta coraggiosa e onesta, viene affiancata a Murphy come collega di pattuglia e ne diventa immediatamente amica. Durante l'inseguimento all'acciaieria, viene tramortita e creduta morta dagli sgherri di Boddicker, così sopravvive ma non riesce a salvare Murphy. Quando poi arriverà RoboCop, Lewis riconoscerà in lui alcuni tratti di Murphy, e gli darà un aiuto nella sua ricerca del suo passato dicendogli il suo precedente nome. Lewis salverà poi RoboCop dai poliziotti che vogliono distruggerlo su ordine dell'OCP e lo affiancherà nello scontro finale all'acciaieria, dal quale uscirà ferita ma viva.
- Richard "Dick" Jones, interpretato da Ronny Cox, è il vicepresidente dell'OCP, e il principale antagonista del film. Uomo potente, spietato, ambizioso e privo di scrupoli, protegge Clarence Boddicker in cambio di favori (come l'eliminazione di Robert Morton). Per risolvere il problema della criminalità a Detroit (e guadagnare con la vendita ai militari), costruisce l'ED-209, che tuttavia si rivelerà fallimentare. E quando verrà varato il progetto RoboCop, per tutelarsi farà inserire di nascosto la Direttiva 4, che impedisce all'agente cyborg di arrestare i dirigenti dell'OCP.
- Clarence Boddicker è l'antagonista secondario del film, assieme a Dick Jones, nel primo film su RoboCop. È un boss della mala di Detroit, interpretato dall'attore Kurtwood Smith. Clarence è uno spacciatore di droga e tossicodipendente a capo di una sgangherata armata di teppisti e criminali vari. Sul suo passato si sa ben poco ma è certo che sin da piccolo odiasse i poliziotti per il loro abuso di potere. È infatti divenuto noto per la grande violenza nei suoi crimini e la morte di svariati sbirri. Tra le sue vittime vi sarà l'onesto Alex Murphy che, ironicamente, diverrà RoboCop. Protetto dal potentissimo Dick Jones, Clarence ha protezione per i suoi crimini in cambio dell'eliminazione di qualche personaggio scomodo. Alla fine verrà ucciso da RoboCop nel suo covo, una vecchia acciaieria, dopo un duro scontro con il poliziotto cyborg stesso.
- Robert "Bob" Morton, interpretato da Miguel Ferrer, è un ambizioso dirigente dell'OCP, che cerca di fare carriera portando avanti il progetto RoboCop. Il successo di quest'ultimo lo porterà tuttavia a intralciare i piani di Dick Jones, che lo farà uccidere da Boddicker.
- Il Vecchio è il termine con cui tutti chiamano l'anziano presidente dell'OCP, interpretato da Dan O'Herlihy. Dopo il fallimento del progetto ED-209, appoggerà RoboCop. È un affarista cinico, ha a cuore solo la sua società e il suo progetto per "Delta City".

## Produzione

### Sceneggiatura
Lo sceneggiatore Edward Neumeier, forte amante dalla fantascienza, ideò la storia dopo che un giorno, mentre passeggiava con un amico, vide un cartellone che pubblicizzava il film Blade Runner. Quando chiese all'amico di che cosa trattava, lui gli rispose: "Parla di uno sbirro che dà la caccia ai robot". Queste parole gli diedero l'ispirazione per un film riguardante un poliziotto robotico.
La sceneggiatura era stata offerta (e rifiutata) praticamente da ogni grande regista di Hollywood prima che arrivasse a Paul Verhoeven (tra gli altri, David Cronenberg). Il regista in principio la cestinò dopo aver letto le prime pagine, convinto che fosse solo uno stupido film d'azione. Fu la moglie a leggere il copione fino in fondo e a convincerlo che la storia era molto più complessa con molti elementi di satira e allegorici, e solo a quel punto Verhoeven finalmente decise di dirigere il film, il primo diretto dal regista in America.

### Casting
Arnold Schwarzenegger era stato inizialmente considerato per il ruolo di RoboCop, ma il regista si oppose per paura di dover espandere l'armatura del cyborg, che doveva contenere il fisico troppo muscoloso di Arnold. Tra l'altro per il trailer proiettato nelle sale la Orion utilizzò la musica di Terminator, distribuito sempre dalla stessa casa di produzione tre anni prima. L'austriaco vorrà in seguito il regista per dirigerlo in Atto di forza. Per un po' Michael Ironside è stato candidato al ruolo, ma venne scartato quando la produzione capì che l'attore avrebbe dovuto avere una struttura fisica molto più minuta per adattarsi al costume; anche Ironside reciterà in Atto di forza. Dopo le continue lamentele di Peter Weller sul costume durante i primi giorni di riprese, il ruolo di RoboCop venne offerto a Lance Henriksen, che lo rifiutò poiché già impegnato. Henriksen era stato considerato anche per il ruolo del T-800 in Terminator prima che James Cameron preferisse l'idea di un cyborg più massiccio (che portò alla scelta di Schwarzenegger, anche lui tra i probabili scelti per il ruolo del robopoliziotto); Henriksen aveva poi interpretato l'androide Bishop in Aliens - Scontro finale nel 1986.
Peter Weller rifiutò un ruolo in King Kong 2 (1986) per questo film.
Stephanie Zimbalist era stato originariamente lanciata come Lewis, ma dovette rinunciare al ruolo quando venne chiamata a girare ulteriori episodi della serie TV Mai dire sì. Nancy Allen fu poi scelta e Paul Verhoeven le fece tagliare i capelli più e più volte fino a quando non furono abbastanza corti; Verhoeven voleva rendere il personaggio il meno attraente possibile.
Kurtwood Smith fece l'audizione per la parte di Dick Jones, andata poi a Ronny Cox, ma venne scelto per quella di Clarence Boddicker, in quanto somigliante al gerarca nazista Heinrich Himmler, e secondo il regista, in quel ruolo avrebbe reso molto di più.

### Riprese
Paul Verhoeven e l'esperto di effetti speciali Rob Bottin si sono scontrati ripetutamente prima e durante le riprese sul design e il make-up del personaggio RoboCop. La scena che creò più discussioni fu quella in cui Murphy si toglie il casco. Bottin voleva che la scena venisse girata in penombra, temendo che la luce diretta avrebbe rivelato troppo degli effetti di make-up. Verhoeven voleva invece che la scena venisse girata nel modo più luminoso possibile, affermando che il direttore della fotografia Jost Vacano avrebbe sopperito ad eventuali problemi. Verhoeven la girò a modo suo e Bottin rifiutò di parlargli ulteriormente per il resto della produzione. Tuttavia alla prima del film entrambi erano così impressionati dal risultato della scena che poi si perdonarono all'istante. Bottin, che aveva persino promesso di non lavorare più con Verhoeven, accettò con entusiasmo l'offerta di lavorare sul successivo progetto di Verhoeven, cioè Atto di forza (1990).
Nella scena del tentato stupro, lo sceneggiatore Edward Neumeier originariamente aveva previsto che RoboCop sparasse sfiorando la guancia della vittima colpendo e uccidendo il criminale. Mentre si preparava la ripresa della scena così come era scritta nel copione, Paul Verhoeven notò la posizione delle gambe di Donna Keegan (che interpretava la vittima della stupro) e gli venne l'idea di far sparare RoboCop tra le gambe della donna colpendo il criminale nei genitali. Neumeier era entusiasta dell'idea e così la scena venne girata in quel modo.
La scena della sparatoria nella fabbrica di cocaina,fu girata troppo velocemente, a causa delle pistole che si incepparono durante le riprese. Il montatore fu così costretto a tagliare le parti ove si vedeva l'inconveniente, ed accelerare il resto della scena per poter dare un senso di credibilità all'occhio dello spettatore.
Peter Weller ha detto che uno dei ricordi preferiti della sua carriera cinematografica è quando stava girando la sequenza della retata antidroga. Mentre filmava la sequenza, Weller stava ascoltando la canzone di Peter Gabriel Red Rain sul suo Walkman all'interno del casco di RoboCop mentre scambiava colpi di pistola con i vari criminali.
I paramedici che tentano di rianimare Murphy dopo che è stato colpito mortalmente sono stati interpretati da un vero e proprio team medico a cui fu permesso di improvvisare i loro dialoghi.
Un'idea inutilizzata per una scena vedeva RoboCop recarsi nella sua vecchia casa dove viveva ancora la sua famiglia. Murphy Incontrava il figlio, ma il ragazzo non lo riconosceva, mentre il suo vecchio cane sembrava ricordarsi bene di lui. I produttori hanno apprezzato l'idea, ma Paul Verhoeven decise di non girare la scena ritenendola troppo sentimentale. La scena è stata usata in seguito nel remake del 2014, ma prima ancora anche in RoboCop 2, mentre Murphy passa davanti alla casa in un'auto della polizia e la sua ex moglie lo riconosce.
Altra idea abbandonata riguardò lo scontro finale nell'acciaieria tra Robocop e Clarence Boddicker. Il cyborg-poliziotto avrebbe dovuto uccidere il suo nemico trafiggendolo con il punteruolo in mezzo agli occhi, o in uno di esso, e non come si vede nel film, colpendolo alla gola. Verhoeven rifiutò di girare la scena in tal modo perché la ritenne troppo violenta.

#### Location
L'ingresso dell'edificio della OCP nel film è in realtà l'ingresso anteriore del municipio di Dallas.

### Effetti speciali
Lo studio decise che Rob Bottin sarebbe stata la persona ideale per creare l'armatura di RoboCop, perché aveva appena finito di realizzare gli effetti speciali per La cosa.
ED-209, il robot che combatte contro RoboCop, venne animato con la tecnica del passo uno da Phil Tippett, che dichiarò di essersi ispirato alla tecnica usata da Ray Harryhausen per Gli Argonauti (1963).
La voce del droide 209 è quella del produttore Jon Davison; il suo ringhiare è quello di un giaguaro (alcune fonti ritengono che si tratta del ruggito di Leo il Leone, la mascotte della Metro-Goldwyn-Mayer) mentre le urla sono di un maiale.
Il corpo dell'ED-209 è stato basato sulla progettazione di un elicottero Bell e l'aspetto generale ricorda la linea di giocattoli basata sulla serie Robotech.
Il pasto alimentare biologico che Robocop mangia è in realtà costituito da pastinaca, purea di pomodoro e barrette al burro di arachidi schiacciate.

### Attrezzature
Il costume di RoboCop, costruito in parti di lattice ed alluminio, fu uno dei grandi problemi che la produzione dovette superare; innanzitutto limitava i movimenti di Peter Weller per il peso che arrivava quasi a 20 chili; quando indossava il costume Weller non riusciva ad entrare nell'auto della polizia in quanto era troppo ingombrante. Ecco perché la maggior parte delle sue riprese lo mostrano che sta uscendo dalla macchina o si prepara ad entrarvi. Per le riprese in cui doveva effettivamente essere in macchina, Weller ha indossato solo la parte superiore del costume indossando in quella inferiore solo biancheria intima. Tuttavia, per mantenere l'illusione che RoboCop indossasse l'intero costume mentre si trovava all'interno dell'auto, la maggior parte delle riprese mostrano i suoi piedi robotici uscire per primi dal veicolo. Per le scene pericolose erano gli stuntman a indossare altre versioni del costume modificate per effettuare quei singoli movimenti necessari. In più il costume di RoboCop era così caldo e pesante che Weller stava perdendo liquidi e peso, per un chilo al giorno. Alla fine un condizionatore d'aria è stato installato nel costume. Le mani del costume erano in gommapiuma, quindi la scena in cui RoboCop afferra le chiavi dell'auto al volo dal sergente Reed fu girata ben cinquanta volte per un intero giorno: le chiavi continuavano a rimbalzare dalla mano di Peter Weller ogni volta che tentava di prenderle. Quando il costume arrivò sul set, Weller scoprì che i suoi movimenti erano molto limitati nel costume dopo che Paul Verhoeven iniziò a guardare i primi giornalieri grezzi. Lui e Moni Yakim (maestro di recitazione fisica) avevano immaginato RoboCop muoversi più velocemente, ma Moni lo informò che sarebbe stato meglio rallentare i suoi movimenti in modo da poter dare a Weller la capacità di muoversi nel costume. La produzione è stata quindi interrotta per tre giorni con Yakin, Verhoeven e Weller che discussero il nuovo approccio. Ci furono contrasti e alla fine Verhoeven diede a Weller l'ultima parola e l'approccio di Weller si rivelò il migliore. I costumi erano in totale sette: uno di loro aveva speciali protezioni e vetroresina resistente al fuoco per aiutare lo stuntman ad eseguire la scena della stazione di servizio; altri due sono stati utilizzati esclusivamente durante il terzo atto del film in cui Robocop viene danneggiato dall'ED-209 e dalla SWAT. Alla fine delle riprese, la produzione aveva speso per tutti i costumi una cifra tra 500.000 e 1.000.000 di dollari.
La Auto-9, arma da fuoco in dotazione a RoboCop, è una versione modificata della Beretta 93R. Originariamente la pistola di RoboCop era la Desert Eagle nella sala riunioni dell'OCP (viene usata nella dimostrazione fallimentare dell'ED-209 all'inizio e nella scena finale). Ci sono anche fotografie e filmati di Peter Weller sul set che si esercita con la Desert Eagle. Tuttavia quando Weller ricevette la pistola, si notò che anche l'enorme Desert Eagle risultava troppo piccola nelle mani di RoboCop, quindi il supervisore alle armi del film, Randy E. Moore, modificò una Beretta M93R per renderla più imponente. In seguito la stessa arma venne usata sul set del film City Hunter.
Le vetture della polizia sono Ford Taurus modificate. Uno dei principali concorrenti della Taurus a quel tempo era la Pontiac 6000; l'auto utilizzata dai criminali viene chiamata SUX 6000, un riferimento non tanto sottile alla Pontiac 6000. Ford ha fabbricato la Taurus come veicolo della polizia tra il 1989 e 1995. Curiosamente, nel 2011 la Ford Taurus Interceptor ha sostituito la Ford Crown Victoria come autopattuglia delle forze di polizia americane.

## Promozione
L'ex presidente Richard Nixon fu assunto per promuovere la versione home-video del film per 25.000 dollari, compenso che ha donato in beneficenza.
Preoccupati dal fatto che varie forze di polizia avrebbero obiettato sulla scena del protagonista che getta Clarence Boddicker attraverso la vetrata durante la lettura dei suoi diritti, i produttori organizzarono una proiezione preliminare per un pubblico di agenti di polizia, scoprendo invece che erano entusiasti alla vista dell'eroe che faceva qualcosa che a loro non era permesso.

## Distribuzione
Il film è stato distribuito nelle sale cinematografiche statunitensi il 17 luglio 1987, mentre in quelle italiane il 30 ottobre dello stesso anno.
Il titolo viene spesso riportato in Italia come Robocop – Il futuro della legge per un errore generato dalla locandina, il cui motto fu stampato troppo vicino al titolo, a imitazione della locandina americana. Tuttavia, il titolo della distribuzione italiana è semplicemente RoboCop, proprio come quello originale. Il futuro della legge è quindi una sorta di traduzione dello slogan originale The Future of Law Enforcement, che non è un sottotitolo e difatti non compare in nessuna delle recenti distribuzioni in home video.
Nel 2014 è uscita la versione "Unrated Director's Cut" in DVD e Blu-Ray contenente il film originale rimasterizzato con le scene più violente e crude.

## Accoglienza

### Incassi
RoboCop ha iniziato un'ampia distribuzione in Nord America il 17 luglio 1987. Durante il fine settimana di apertura, il film ha superato le aspettative guadagnando $ 8 milioni da 1.580 sale. È stato il film numero uno del fine settimana.
RoboCop è rimasto tra i primi dieci film di maggior incasso per sei settimane in totale. Alla fine della sua corsa nelle sale, il film aveva incassato circa $ 53,4 milioni, diventando un modesto successo. Questa cifra lo ha reso il quattordicesimo film di maggior incasso dell'anno. Le cifre non sono disponibili per l'incasso del film al di fuori del Nord America.
A causa in parte dell'aumento dei prezzi dei biglietti e di una settimana in più al cinema d'estate, il 1987 ha stabilito un record di $ 1,6 miliardi di incassi lordi al botteghino, superando di poco il record precedente di $ 1,58 miliardi stabilito nel 1984. A differenza dell'estate precedente, che presentava più successi, come Ghostbusters e Indiana Jones e il tempio maledetto, l'estate del 1987 ne produsse solo uno: Beverly Hills Cop II. Anche così, più film, tra cui RoboCop, si erano comportati modestamente bene, guadagnando un totale complessivo di $ 274 milioni, un aumento del 50% rispetto al 1986.

### Critica
RoboCop ha ricevuto recensioni generalmente positive.
Alcune pubblicazioni hanno trovato la regia di Verhoeven intelligente e cupamente comica, offrendo un'acuta satira sociale che, come disse il Washington Post, sarebbe stato solo un semplice film d'azione nelle mani di un altro regista. Altre, come il Chicago Reader, credevano che il film fosse eccessivamente diretto con lo stile cinematografico europeo di Verhoeven privo di ritmo, tensione e slancio. Il Chicago Reader ha scritto che la tipica abilità di Verhoeven nel ritrarre lo "squallore psicologico" attraverso la fisicità non è riuscita a usare correttamente la "insipidezza ariana" di RoboCop. Entrambi hanno elogiato Weller per la performance e la sua capacità di suscitare simpatia e trasmettere cavalleria e vulnerabilità mentre erano per lo più nascoste sotto un costume ingombrante. Secondo il Washington Post, Weller ha offerto una certa bellezza e grazia, che ha aggiunto una qualità mitica e ha reso il suo omicidio ancora più orribile. Variety ha evidenziato Nancy Allen come l'unica fonte di calore umano nel film, e Kurtwood Smith come un "sadico malato" ben interpretato.
Sorretto da un ottimo montaggio e dalle spettacolari creazioni meccaniche di Rob Bottin, il film propone anche un'interessante ambientazione della metropoli di un vicino futuro [...], una società dominata da una élite capitalistica e dalla sua rete burocratica [...]»
(Fantafilm)
Il regista Paul Verhoeven accostò in un'intervista il personaggio di RoboCop alla figura di Cristo citando alcuni chiari riferimenti nel film, quali la morte dell'agente Alex Murphy, la sua resurrezione nei panni di RoboCop e anche la scena in cui lo stesso affronta per l'ultima volta Boddicker camminando sulle acque, che tinte di rosso dal sangue del malvivente da lui ucciso con un fendente al collo, rimanderebbero al miracolo delle nozze di Cana con la trasformazione dell'acqua in vino.

## Remake
La Sony Pictures aveva messo in sviluppo una nuova versione di RoboCop alla fine del 2005; ma dopo che nessuna informazione circa il progetto era stata più comunicata, nel novembre 2006 il sito Bloody Disgusting riportò che dopo aver tentato di richiamare parte del cast originale, la Sony aveva deciso di non proseguire ulteriormente con il film.
Nel marzo 2008, la MGM menzionò in un comunicato stampa a un possibile rifacimento tra gli sviluppi futuri previsti per la saga. In giugno fu mostrata una locandina dalla MGM al "Licensing International Expo" per il film, indicante «RoboCop coming 2010». All'edizione 2008 del Comic-Con di San Diego, Darren Aronofsky ha confermato d'essere stato incaricato della regia, con David Self impegnato nella scrittura della sceneggiatura, per una uscita posticipata al 2011.
All'edizione 2009 del Comic-Con, i rappresentanti della MGM hanno risposto alle domande dei giornalisti sul nuovo RoboCop, comunicando che a causa di altri impegni in cui concorre Aronofsky il film potrebbe essere rimandato a date successive al 2011, specificando comunque che al momento i delegati dello studio non potevano né confermare né smentire ancora la vicinanza del regista al progetto.
Per il ruolo di RoboCop si sono susseguite molte indiscrezioni, tra cui quelle che vorrebbero candidati Chris Pine (Star Trek), Michael Fassbender (X-Men - L'inizio, Prometheus) e Karl Urban (The Bourne Supremacy e Dredd).
A fine 2012, arriva la conferma ufficiale dell'inizio delle riprese; l'uscita viene datata a febbraio 2014; nel cast Joel Kinnaman nel ruolo di RoboCop, Abbie Cornish, Gary Oldman, Samuel L. Jackson, Michael Keaton, Jay Baruchel, Jackie Earle Haley, Jennifer Ehle, Marianne Jean-Baptiste, Michael K. Williams.

## Riconoscimenti
- 1988 - Premio Oscar
  - Miglior montaggio sonoro (Oscar Special Achievement Award) a Stephen Hunter Flick e John Pospisil
  - Candidatura per il miglior montaggio a Frank J. Urioste
  - Candidatura per il miglior sonoro a Michael J. Kohut, Carlos Delarios, Aaron Rochin e Robert Wald
- 1989 - Premio BAFTA
  - Candidatura per il miglior trucco a Carla Palmer
  - Candidatura per i migliori effetti speciali a Peter Kuran, Phil Tippett, Rob Bottin e Rocco Gioffre
- 1988 - BMI Film & TV Award
  - Miglior colonna sonora a Basil Poledouris
- 1988 - Saturn Award
  - Miglior film di fantascienza
  - Migliore regia a Paul Verhoeven
  - Migliore sceneggiatura a Michael Miner e Edward Neumeier
  - Miglior trucco a Rob Bottin e Stephan Dupuis
  - Migliori effetti speciali a Peter Kuran, Phil Tippett, Rob Bottin e Rocco Gioffre
  - Candidatura come Miglior attore protagonista a Peter Weller
  - Candidatura come miglior attrice protagonista a Nancy Allen
  - Candidatura per i migliori costumi a Erica Edell Phillips

## Influenza culturale
Circa 25 anni dopo l'uscita del film un rumor su Internet ha cominciato a circolare per ottenere finanziamenti per una statua di RoboCop per la città di Detroit. Peter Weller stesso ha creato un annuncio per sostenere la proposta. Alla fine, una campagna Kickstarter è stata creata e si è rivelata un successo, con la statua alta 3 metri che è attualmente in produzione.
A Sacramento, in California, un sospettato di rapina si rifugiò in una sala cinematografica per sfuggire alla polizia, mentre era in proiezione RoboCop. In attesa di poter uscire si mise a guardare il film e lo seguì con così tanta attenzione che non si accorse che la polizia nel frattempo aveva evacuato tutti gli altri spettatori del cinema. Quando le luci si accesero l'uomo sbalordito fu preso in custodia.

## Opere derivate
Il film ha avuto due seguiti di minore successo e budget di produzione, RoboCop 2 e RoboCop 3. Ha inoltre avuto un reboot nel 2014. Al film si ispirarono anche diversi fumetti, vari videogiochi e quattro serie televisive, tutti aventi per protagonista un agente di polizia cyborg.